# Parga
Parga (gr. Πάργα) – miejscowość w Grecji, nad Morzem Jońskim, w administracji zdecentralizowanej Epir-Macedonia Zachodnia, w regionie Epir, w jednostce regionalnej Preweza. Historyczna siedziba gminy Parga. W 2011 roku liczyła 2088 mieszkańców.
Popularny ośrodek turystyczny, z rozwiniętą bazą hotelarską. Prócz walorów geograficznych i przyrodniczych, zabytki, poczynając od okresu kultury mykeńskiej, po weneckie i francuskie fortyfikacje.

## Historia

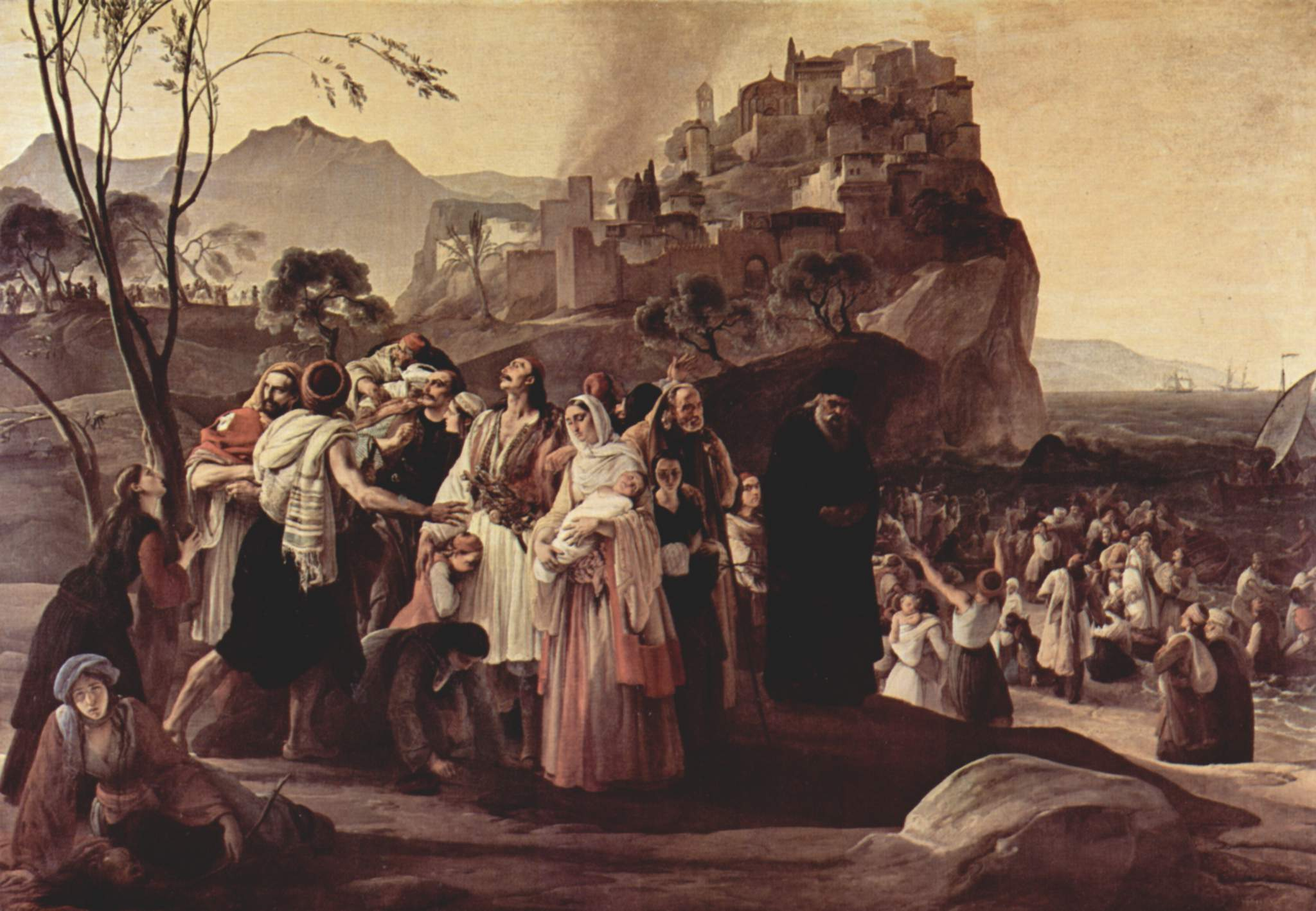
Opuszczenie Pargi przez całą ludność, 1820, obraz Francesco Hayeza

W latach 1800–1807 było częścią Republiki Siedmiu Wysp. W roku 1817 Brytyjczycy zdecydowali o sprzedaży zamieszkałego przez Greków miasta i portu tureckiemu namiestnikowi sułtana, Alemu Paszy, za kwotę 150 tys. funtów. Cała ówczesna, licząca 4 tysiące osób ludność opuściła Pargę, spopielając i zabierając ze sobą także prochy przodków z lokalnych cmentarzy. W skład państwa greckiego Parga weszła w 1913, w wyniku I wojny bałkańskiej.